# Fano Adriano
Fano Adriano est une commune de la province de Teramo, dans les Abruzzes, en Italie.

## Administration
| Période                                  | Période  | Identité        | Étiquette | Qualité |
| ---------------------------------------- | -------- | --------------- | --------- | ------- |
| 14 juin 2004                             | En cours | Adolfo Moriconi |           |         |
| Les données manquantes sont à compléter. |          |                 |           |         |

### Le conseil municipal des garçons et des filles
Même si à Fano Adriano il n’y a  pas de jeunes résidents, qui y arrivent généralement pour passer leurs vacances, à partir du jour jeudi 13 août 2020, il y a un  conseil municipal des garçons et des filles .  Il s'agit d'un organe à fonctions consultatives, auquel peuvent participer tous les jeunes de 12 à 17 ans, structuré sur le modèle du Conseil municipal.  L'actuel maire des garçons, ainsi que le créateur du conseil dans la municipalité, est Vittorio Maria Moro, qui a quatorze ans.  Résidant à Spinea, dans la Ville métropolitaine de Venise, où il a déjà occupé la fonctionne de maire des garçons entre 2015 et 2018, il est profondément attaché à Fano Adriano, d'où vient sa mère.  Le président du conseil municipal des garçons et des filles est Claudio Spinozzi, tandis que les conseillers sont Leonardo Rizzotti, Claudia Carroccia, Cristiano Siciliano, Tommaso Serpieri et Giulia Spinozzi.

### Hameaux
Cerqueto, Ponte Rio Arno, Regimenti.

### Communes limitrophes
Crognaleto, Isola del Gran Sasso d'Italia, L'Aquila (AQ), Montorio al Vomano, Pietracamela, Tossicia.